# Casa de Namur
La casa de Namur es una familia de la nobleza de Lotaringia constituida a partir de Berenguer, conde de Lommegau, que más tarde se convirtió en conde de Namur cuando el condado de Lommegau fue rebautizado condado de Namur. Se casó con una hermana de Gilberto de Lotaringia, duque de Lotaringia.
La Vita Gerardi abbatis Broniensis afirma que los descendientes de Berenger continuaron dominando el condado de Namur, pero se desconoce la relación entre Berenger y su sucesor Roberto I. Algunos creen que Roberto sería un nieto de Berenguer por parte de madre, otros hablan de un sobrino.
La casa de Namur se extinguió en 1196 con Enrique l'Aveugle, conde de Namur, de La Roche, de Durbuy y de Luxemburgo. Su hija Ermesinda heredó los condados de La Roche, Durbuy y Luxemburgo, mientras que un sobrino Balduino V de Henao heredó Namur.

## Genealogía
```
Berenguer
, conde de Namur en 908 y 924
X Ne, hija de 
Régnier au long col
, conde de Hainaut
?
?
?

Roberto I
, conde de Namur en 946 y 974
│
├─> 
Alberto I
 († 1010), conde de Namur
│   X Ermengarde de Baja Lotaringia
│   │
│   ├─> 
Roberto II
, conde de Namur en 1011 y 1018
│   │
│   ├─> 
Alberto II
 († 1063), conde de Namur
│   │   X Régelinde de Verdun
│   │   │
│   │   ├─> 
Alberto III
 († v.1103), conde de Namur
│   │   │   X 
Ida de Sajonia
 († 1102)
│   │   │   │
│   │   │   ├─> 
Godofredo
 (1068 † 1139), conde de Namur
│   │   │   │   X 1) Sibylle de Château-Porcien 
│   │   │   │   X 2) Ermesinda de Luxemburgo
│   │   │   │   │
│   │   │   │   ├1> Elisabeth
│   │   │   │   │   X 
Gervais
 († 1124), 
conde de Rethel

│   │   │   │   │
│   │   │   │   ├1> Flandrine
│   │   │   │   │   X Hugues d'Epinoy ou d'Antoing
│   │   │   │   │
│   │   │   │   ├2> Alix (1109 † 1168)
│   │   │   │   │   X 1130 
Baudouin IV
 (1110 † 1171), 
conde de Hainaut

│   │   │   │   │
│   │   │   │   ├2> Clémence (v. 1112 † 1158)
│   │   │   │   │   X 1130 a Conrado I († 1158) duque de Zaehringen
│   │   │   │   │
│   │   │   │   ├2> 
Enrique l'Aveugle
(1113 † 1196), conde de Namur y de Luxemburgo
│   │   │   │   │   X 1) Laurette de Alsacia († 1175)
│   │   │   │   │   X 2) Agnès de Gueldre
│   │   │   │   │   │
│   │   │   │   │   └2> 
Ermesinda I
 (1186 † 1247), condesa de Luxemburgo
│   │   │   │   │       X 1) 
Teobaldo I
 (1158 † 1214), 
conde de Bar

│   │   │   │   │       X 2) 
Waléran III
 (1180 † 1226), 
conde de Limbourg

│   │   │   │   │
│   │   │   │   ├2> Béatrice (v. 1115 † 1160)
│   │   │   │   │   X 
Ithier
 († 1171), conde de Rethel
│   │   │   │   │
│   │   │   │   └2> Alberto († 1127)
│   │   │   │
│   │   │   ├─> Enrique (1070 † 1138), conde de La Roche
│   │   │   │   X Matilde de Limburgo (1095 † 1141)
│   │   │   │   │
│   │   │   │   ├─> Godefroid, conde de La Roche
│   │   │   │   │
│   │   │   │   ├─> Enrique II († 1153), conde de La Roche
│   │   │   │   │   X Elisabeth 
│   │   │   │   │
│   │   │   │   ├─> Federico de Namur († 1174), arzobispo de Tyr en 1164
│   │   │   │   │
│   │   │   │   ├─> Matilde 
│   │   │   │   │   X 1) Thierry I de Walcourt († 1147)
│   │   │   │   │   X 2) Nicolas de Avesnes († 1170)
│   │   │   │   │
│   │   │   │   └─> Beatriz de Namur
│   │   │   │       X Gerhard de Breda
│   │   │   │
│   │   │   ├─> 
Federico 
 († 1121), obispo de Lieja de 1119 a 1121
│   │   │   │
│   │   │   ├─> 
Alberto
 († 1122), 
conde de Jaffa

│   │   │   │   X Mabille de Roucy, condesa de Jaffa
│   │   │   │
│   │   │   └─> Alix (1068 † ap.1124)
│   │   │       X 1083 
Otton II
 (1065 † av.1131), 
conde de Chiny

│   │   │
│   │   ├─> Enrique († 1097), conde de Durbuy
│   │   │   │
│   │   │   └─> Godfrey († 1124), conde de Durbuy
│   │   │       X Alix de Grandpré
│   │   │       │
│   │   │       ├─> Ricardo († 1171), 
évêque de Verdun

│   │   │       │
│   │   │       ├─> Enrique II († 1147), conde de Durbuy, +ca 1147
│   │   │       │
│   │   │       └─> Alix, nonne
│   │   │
│   │   └─> Hedwige († 1080)
│   │       X 
Gérard d'Alsace
 († 1070), duc de Lorraine
│   │
│   ├─> Luitgarde
│   │
│   ├─> Oda u Goda
│   │
│   └─> Ermengarde
│
├─> Gislebert
│   
└─> Radbod
```